# Dytiscus latissimus
Dytiscus latissimus es una especie de escarabajo del género Dytiscus, familia Dytiscidae. Fue descrita científicamente por Linnaeus en 1758.

## Descripción
Uno de los representantes más grandes de los escarabajos buceadores depredadores del género Dytiscus, D. latissimus puede alcanzar una longitud de alrededor de 38 a 44 mm (1,5 a 1,7 pulgadas). Este escarabajo es similar en estructura al más conocido y extendido D. marginalis, pero es claramente más grande y especialmente más ancho. La especie suele ser fácil de reconocer por las extensiones a ambos lados del escudo. Los élitros y el pronoto son de color marrón oscuro con lados amarillos. La cabeza es negra, mientras que las patas son amarillas. Las cubiertas de las alas del macho son brillantes, mientras que las de la hembra están finamente acanaladas. Este depredador voraz caza una gran variedad de presas, incluidos otros insectos, renacuajos y peces pequeños. Antes de sumergirse, recogen burbujas de aire en sus alas que pasan a través de los espiráculos.

## Distribución geográfica
Habita en Europa y norte de Asia (excepto China).

## Hábitat
Es una especie acuática y habita en vegetación densa, principalmente de Carex y Equisetum, a orillas de lagos o en aguas tranquilas y estanques profundos. El parámetro clave del hábitat es la abundancia de tábanos, que sirven como alimento principal para las larvas de D. latissimus.

## Conservación
La especie fue separad de gran parte de su área anterior, incluida la mayor parte de Europa Central. La razón principal es el aumento del uso intensivo de cuerpos de agua para la producción de peces. Hay un exitoso programa de reproducción para esta especie en Letonia, lo que da la esperanza de una posible reintroducción en áreas anteriormente habitadas, en caso de que se vuelvan habitables para la especie en el futuro.